# Znak metra londyńskiego

Znak metra londyńskiego.

Znak metra londyńskiego – symbol oznaczający metro w Londynie, występuje tamże na każdej stacji metra; ma postać czerwonego pierścienia, przedzielonego poziomym, błękitnym paskiem z napisem „Underground”. Jego początki sięgają przełomu XIX i XX wieku. 
Z biegiem lat logo londyńskiego metra stało się symbolem całego transportu publicznego w Londynie, zyskując coraz większą popularność, nie tylko w stolicy, ale i na całym świecie. Na przestrzeni ostatnich stu lat zmieniał swoją formę kilkukrotnie, jednak były to małe poprawki, które nie wpłynęły znacząco na jego ogólny wygląd i rozpoznawalność w społeczeństwie brytyjskim.

## Historia
Po raz pierwszy symbol czerwonego krążka (z ang. roundel) został użyty jako znak towarowy London General Omnibus Company w 1905 roku. W metrze znak ten pojawił się trzy lata później. W niebieskim pasku zamieszczane były nazwy poszczególnych stacji, a dzisiejsza czerwona obręcz była pełnym kołem. 
Pierwsze nieoficjalne zmiany miały miejsce w roku 1912, kiedy to nazwy poszczególnych stacji zaczęły być zastępowane słowem „Underground”. Dotyczą one plakatów autorstwa Charlesa Sharlanda i Alfreda France’a, a także niedatowanych i prawdopodobnie wcześniejszych plakatów z tego samego okresu. W 1917 roku, na zlecenie Franca Picka, logo zostało przeprojektowane przez Edwarda Johnstona. Zmieniły się proporcje, koło zostało zastąpione pierścieniem, w jego centrum umieszczono słowo „Underground”, a symbol zarejestrowano jako znak towarowy. Nowo powstałe logo po raz pierwszy pojawiło się na okładce mapy metra w czerwcu 1919 roku, przy użyciu kroju czcionki, którego autorem był sam Johnston. Kolorowa wersja ukazała się w październiku 1920 roku.
Od 1933 roku znak ten zaczął funkcjonować również w odniesieniu do transportu autobusowego, autokarowego i tramwajowego w całym Londynie. Proporcje logo zostały znacząco zmienione w 1972 roku przez Design Research Unit w ramach całkowitej zmiany tożsamości korporacyjnej London Transport. W 2013 roku, kiedy wszystkie środki transportu publicznego przeszły pod kontrolę firmy Transport for London, emblemat, w różnych kolorach, zaczął być także używany do oznakowania innych środków transportu.

## Miscellanea

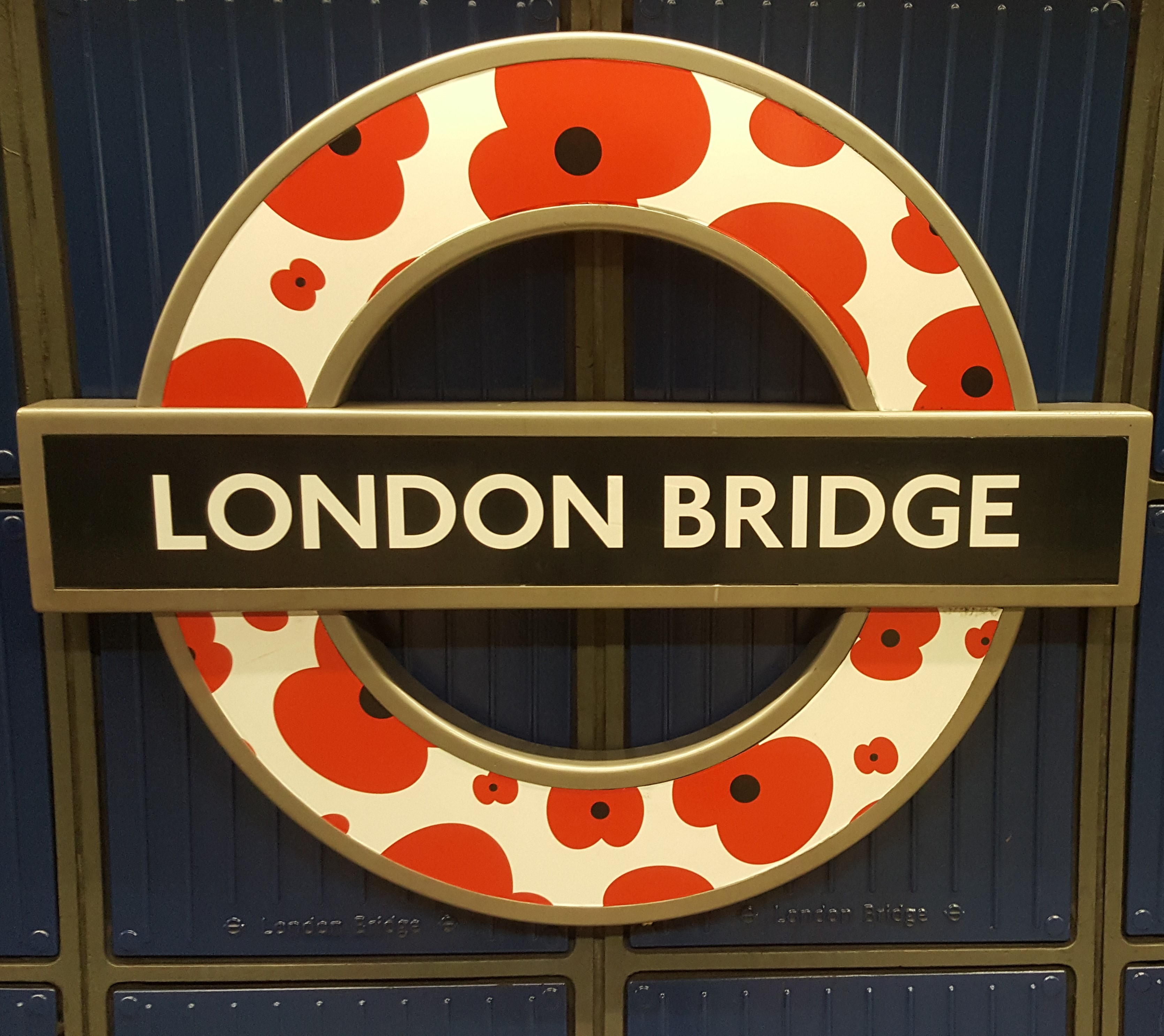
Znak stacji London Bridge (linie Northern i Jubilee)

- 18 listopada Sony w ramach reklamy nowej konsoli PlayStation 5 w UK zmieniło logo przy wejściach do metra, na symbole znane z kontrolerów Play Station – zielony trójkąt, niebieski krzyżyk oraz różowy kwadrat; akcja szeroko rozniosła się w mediach społecznościowych i spotkała się z bardzo pozytywnym odbiorem[3]
- w roku 2008 z okazji 100-lecia symbolu londyńskiego metra, Art on the Underground(inne języki) zlecił 100 artystom wykonanie dzieł sztuki inspirowanych logo metra, upamiętniając w ten sposób projekt Edwarda Johnston’a; artyści, twórczo wyrazili, czym jest dla nich dzisiejsze logo, wykorzystując je, jako symboliczną część swoich prac, a nie jako znak firmowy
- w 2017 i 2019 roku, aby uhonorować 50. rocznicę Parady Równości, Transport for London (TfL) oraz burmistrz Londynu Sadiq Khan zapowiedzieli nowy, tymczasowy wygląd tzw. Roundla, na trzech stacjach metra w centrum Londynu- Oxford Street, Piccadilly Circus oraz Tottenham Court Road[4]; czerwony kolor obręczy zastąpiły tęczowe barwy